# Moholt
Moholt er et område i Trondheim beliggende mellem Tyholt og Loholt. Bydelen ligger længst vest på plateauet Snaustrinda sydøst for centrum. Moholt domineres af Moholt studentby. Dessuden holder Høgskolen i Sør-Trøndelags økonomiuddannelse (Handelshøyskolen i Trondheim) til i Moholt. Her ligger også bydelens postkontor, en filial af folkebiblioteket, og et udvalg dagligvarebutikker.
Området ligger desuden meget tæt på Europavej E6, der går forbi Trondheim.